# Cuillé
Cuillé é uma comuna francesa na região administrativa da Pays de la Loire, no departamento de Mayenne. Estende-se por uma área de 21,66 km². Em 2010 a comuna tinha 881 habitantes (densidade: 40,7 hab./km²).